# Anderson .Paak
Brandon Paak Anderson (Oxnard, 8 de fevereiro de 1986), mais conhecido pelo nome artístico Anderson .Paak, é um cantor, rapper, compositor e produtor musical norte-americano. Conhecido anteriormente como Breezy Lovejoy, Paak ficou famoso após o lançamento do álbum Malibu (2016), pelo qual recebeu uma indicação para o Grammy Award de Artista Revelação no Grammy Awards de 2017.
Em 2021, Anderson formou, em conjunto com a superestrela Bruno Mars, o duo Silk Sonic, cuja sonoridade se baseia num soul de tons retrô. Com este projeto, Anderson conseguiu o seu único número um na Bilboard Hot 100, com o primeiro single do duo, "Leave the Door Open". O single chegou também à liderança da parada de singles da Nova Zelândia.